# Yosane
Yosane war ein Längenmaß in Pondichery in Ostindien.
- 1 Yosane = 4 Courosame = 10 Najigurés = 8000 Vilcadés = 16,632 Kilometer (nach[1] 16,631,6 Kilometer)